# الثنية
الثنية اصطلاح يطلق على المنطقة الواقعة بين جبلي أجا وسلمى، استوطن فيها عوائل من عموم قبيلة شمر ومن بني تميم وغيرهم عن وتضم هذه المنطقة سلاسل جبال رمان وهي رمان الأحمر ورمان الأسمر وأهمها جبال هضبة الديرع ، وتمثل أعلى قمة في إقليم نجد وتضم مجموعة من الجبال العالية منها جبل الجرهدي وجبل صايد وجبل قرينيس وجبل العقاب وجبل البرقا وجبل النفيشي وجبل الجندل وإلى الشرق منها جبل سابل وجبل الشعيرة وجبل المسمى وجبل الحار وجبل ذرف وجبل الريان وإلى الغرب والشمال جبل الحضن وجبل الملاح وجبل مليحة وجبل إركان وجبل العكيفا وجبل المعلق وجبل العقيلة وجبل عكاش وجبل فتق وغيرها ، كما تجري فيها العديد من الشعاب التي تنحدر معضمها من هضبة الديرع ، كما يصب أغلبها في وادي الشعبة الذي ينتهي إلى وادي الرمة الشهير ، ومن أهمها وادي الشبيكة ووادي المبعوثة ووادي سراء ووادي هدباء ووادي الحامرية ووادي أبو رضمة ووادي الغار ، وبعضها يصب في قاع الحرد مثل ودادي الجفر وودادي الدارة ، بينما يتجه البعض إلى قاع بقعاء وأهمهاوادي الأديرع وفروعه مثل وادي المشط وودادي الملاح وودادي بيض وودادي السلف وودادي االرصف وودادي عقدة وودادي مشار وغيرها .. ،ويقع في منطقة الثنية أكبر تمركز استيطاني قديم ومواقع أثرية في منطقة حائل وأهمها مدينة حائل والنيصية والجثامية والعريجاء وقفار والودي وقصر العشروات والمعيقلات وشبيكة رمان وروضة رمان والعوشزية والغزالة وسراء والحامرية ودارة طئ والمستجدة ووسيطا الحفن ومكظم الشبيكة والمويكر وعقلة بن جبرين والهويدي وسقف والصهوة وقليب الجذلة والعش وريع البكر والسبعان والمعترضة والصداعية ومريفق وغار بن ناحل والمبعوثة وجفر رمان والمهاش وسميراء وقصير غضور وقصير بن متروك وعقلة الرماحي والبلازية وغيرها ، وجميع هذه القرى مربوطة بطرق زراعية معبدة ، وتتوفر فيها الخدمات التعليمية الأولية والاتصالات ، ولكنها لا تزال بحاجة ماسة لبعض الخدمات الهامة وأهمها المياه العذبة التي يجري توصيلها لبعض هذه القرى في الوقت الراهن ..